# Liga Mistrzów AFC Elite (2024/2025)/Faza pucharowa
Faza pucharowa rozgrywek Ligi Mistrzów AFC Elite 2024/2025 rozpoczęła się 3 marca 2025 i zostanie zakończona meczem finałowym, który odbędzie się 3 maja 2025.

## Terminarz
Wszystkie losowania miały miejsce w siedzibie AFC w Kuala Lumpur, w Malezji.
| Runda       | Data losowania | Data pierwszego meczu | Data drugiego meczu |
| ----------- | -------------- | --------------------- | ------------------- |
| 1/8 finału  | –              | 3-5 marca 2025        | 10-12 marca 2025    |
| Ćwierćfinał | 17 marca 2025  | 25-27 kwietnia 2025   | –                   |
| Półfinał    | –              | 29-30 kwietnia 2025   | –                   |
| Finał       | –              | 3 maja 2025           | 3 maja 2025         |

## Zakwalifikowane drużyny
Do startu w fazie pucharowej uprawnionych było 16 drużyn:
- 8 najlepszych drużyn fazy ligowej Ligi Mistrzów Elite z regionu zachodniego,
- 8 najlepszych drużyn fazy ligowej Ligi Mistrzów Elite z regionu wschodniego.

Do dalszych etapów turnieju przechodzą zwycięzcy poszczególnych meczów. Na etapie 1/8 finału wyniki zostaną rozstrzygnięte przez dwumecz, od ćwierćfinałów odbywają się pojedyncze mecze. Od tej fazy rozgrywek gospodarzem wszystkich spotkań jest Arabia Saudyjska.
8 najlepszych drużyn z tabeli ligowej obu regionów Ligi Mistrzów zostali rozstawieni odpowiednio: 1 miejsce z 8 miejscem, 2 miejsce z 7 miejscem, 3 miejsce z 6 miejscem oraz 4 miejsce z 5 miejscem.
| Lp. | Grupa Zachodnia   | Drugie drużyny grup   |
| --- | ----------------- | --------------------- |
| 1.  | Al-Hilal          | Yokohama F. Marinos   |
| 2.  | Al-Ahli           | Kawasaki Frontale     |
| 3.  | Al-Nassr          | Johor Darul Takzim FC |
| 4.  | Al-Sadd SC        | Gwangju FC            |
| 5.  | Al-Wasl Dubaj     | Vissel Kobe           |
| 6.  | Esteghlal FC      | Buriram United FC     |
| 7.  | Ar-Rajjan SC      | Shanghai Shenhua      |
| 8.  | Paxtakor Taszkent | Shanghai Port         |

## 1/8 finału
Pierwsze mecze zostały rozegrane 3, 4 i 5 marca 2025 roku, a rewanże 10, 11 i 12 marca 2025 roku.
| Drużyna 1                            | Wynik dwumeczu | Drużyna 2             | Pierwszy mecz | Drugi mecz |
| ------------------------------------ | -------------- | --------------------- | ------------- | ---------- |
| Paxtakor Taszkent                    | 1:4            | Al-Hilal              | 1:0           | 0:4        |
| Ar-Rajjan SC                         | 1:5            | Al-Ahli               | 1:3           | 0:2        |
| Esteghlal FC                         | 0:3            | Al-Nassr              | 0:0           | 0:3        |
| Al-Wasl Dubaj                        | 2:4            | Al-Sadd SC            | 1:1           | 1:3        |
| Shanghai Port                        | 1:5            | Yokohama F. Marinos   | 0:1           | 1:4        |
| Shanghai Shenhua                     | 1:4            | Kawasaki Frontale     | 1:0           | 0:4        |
| Buriram United FC                    | 1:0            | Johor Darul Takzim FC | 0:0           | 1:0        |
| Vissel Kobe                          | 2:3            | Gwangju FC            | 2:0           | 0:3        |
| Po lewej gospodarz pierwszego meczu. |                |                       |               |            |

### Pierwsze mecze
| 3 marca 2025 17:00 CET | Esteghlal FC | 0:0(0:0)Raport | Al-Nassr | Stadion Azadi, Teheran Widzów: 75 130 Sędzia: Ahmed Al-Kaf |
|                        |              |                |          |                                                            |

| 3 marca 2025 19:00 CET | Al-Wasl Dubaj · Saleh 3' | 1:1(1:0)Raport | Al-Sadd SC · 68' Al Yazidi | Stad Nadi al-Wasl, Dubaj Widzów: 3 188 Sędzia: Nazmi Nasaruddin |
|                        |                          |                |                            |                                                                 |

| 4 marca 2025 13:00 CET | Shanghai Port | 0:1(0:1)Raport | Yokohama F. Marinos · 30' Lopes | SAIC Motor Pudong Arena, Szanghaj Widzów: 10 860 Sędzia: Kim Jong-hyeok |
|                        |               |                |                                 |                                                                         |

| 4 marca 2025 15:00 CET | Buriram United FC | 0:0(0:0)Raport | Johor Darul Takzim FC | Chang Arena, Buri Ram Widzów: 22 207 Sędzia: Mohammed Al Hoish |
|                        |                   |                |                       |                                                                |

| 4 marca 2025 17:00 CET | Paxtakor Taszkent · Flamarion 29' | 1:0(1:0)Raport | Al-Hilal | Stadion JAR, Taszkent Widzów: 5 226 Sędzia: Ma Ning |
|                        |                                   |                |          |                                                     |

| 4 marca 2025 19:00 CET | Ar-Rajjan SC · Guedes 71' | 1:3(0:2)Raport | Al-Ahli · 30' Galeno · 34' Mahrez · 90+5' Al-Buraikan | Ahmed bin Ali Stadium, Ar-Rajjan Widzów: 8 836 Sędzia: Yusuke Araki |
|                        |                           |                |                                                       |                                                                     |

| 5 marca 2025 11:00 CET | Vissel Kobe · Ōsako 20' · Ide 29' | 2:0(2:0)Raport | Gwangju FC | Misaki Park Stadium, Kobe Widzów: 7 630 Sędzia: Ali Saeed Al Naqbi |
|                        |                                   |                |            |                                                                    |

| 5 marca 2025 13:00 CET | Shanghai Shenhua · Takai 76' (sam.) | 1:0(0:0)Raport | Kawasaki Frontale | Misaki Park Stadium, Kobe Widzów: 20 837 Sędzia: Salman Falahi |
|                        |                                     |                |                   |                                                                |

### Rewanże
| 10 marca 2025 19:00 CET | Al-Nassr · Durán 9', 84' · Ronaldo 27' (k) | 3:0(2:0)Raport | Esteghlal FC | Al-Awwal Park, Rijad Widzów: 23 256 Sędzia: Ilgiz Tantashev |
|                         |                                            |                |              |                                                             |

| 10 marca 2025 19:00 CET | Al-Sadd SC · Meshaal 26' · Atal 30' · Afif 37' | 3:1(3:1)Raport | Al-Wasl Dubaj · 10' Virginio de Lima | Jassim Bin Hamad Stadium, Doha Widzów: 8 693 Sędzia: Majed Al-Shamrani |
|                         |                                                |                |                                      |                                                                        |

| 11 marca 2025 11:00 CET | Yokohama F. Marinos · Tono 2' · Lopes 29', 56' · Yan Matheus 44' | 4:1(3:1)Raport | Shanghai Port · 35' Leonardo | Nissan Stadium, Jokohama Widzów: 9 482 Sędzia: Khalid Al Turais |
|                         |                                                                  |                |                              |                                                                 |

| 11 marca 2025 13:00 CET | Johor Darul Takzim FC | 0:1(0:0)Raport | Buriram United FC · 58' Mueanta | Sultan Ibrahim Stadium, Iskandar Puteri Widzów: 34 644 Sędzia: Ahmad Al-Ali |
|                         |                       |                |                                 |                                                                             |

| 11 marca 2025 21:00 CET | Al-Hilal · Al-Yami 31' · Malcom 42' · Al-Dawsari 51', 90+2' | 4:0(2:0)Raport | Paxtakor Taszkent | Kingdom Arena, Rijad Widzów: 24 316 Sędzia: Adham Makhadmeh |
|                         |                                                             |                |                   |                                                             |

| 11 marca 2025 21:00 CET | Al-Ahli · Mahrez 77', 83' | 2:0(0:0)Raport | Ar-Rajjan SC | King Abdullah Sports City, Dżudda Widzów: 44 916 Sędzia: Shaun Evans |
|                         |                           |                |              |                                                                      |

| 12 marca 2025 11:00 CET | Kawasaki Frontale · Sasaki 24' · Erison 64' · Itō 68' · Marcinho 90+1' | 4:0(1:0)Raport | Shanghai Shenhua | Kawasaki Todoroki Stadium, Kawasaki Widzów: 13 277 Sędzia: Omar Al Ali |
|                         |                                                                        |                |                  |                                                                        |

| 12 marca 2025 11:00 CET | Gwangju FC · Park Jeong-in 18' · Asani 85', 118' | 3:0 dogr.(1:0, 2:0, 2:0)Raport | Vissel Kobe | Stadion Gwangju World Cup, Gwangju Widzów: 3 617 Sędzia: Abdulrahman Al-Jassim |
|                         |                                                  |                                |             |                                                                                |

### Ćwierćfinały
Mecze zostały rozegrane 25, 26 i 27 kwietnia 2025 roku w Dżuddzie w Arabii Saudyjskiej.
| Drużyna 1           | Wynik | Drużyna 2         |
| ------------------- | ----- | ----------------- |
| Al-Hilal            | 7:0   | Gwangju FC        |
| Al-Ahli             | 3:0   | Buriram United FC |
| Yokohama F. Marinos | 1:4   | Al-Nassr          |
| Kawasaki Frontale   | 3:2   | Al-Sadd SC        |

| 25 kwietnia 2025 18:30 CEST | Al-Hilal · Milinković-Savić 6' · Leonardo 25' · S. Al-Dawsari 33' · Mitrović 55' · Malcom 79' · N. Al-Dawsari 84' · Al-Hamdan 88' | 7:0(3:0)Raport | Gwangju FC | King Abdullah Sports City, Dżudda Widzów: 48 713 Sędzia: Ahmad Al-Ali |
|                             | |                |            |                                                                       |

| 26 kwietnia 2025 18:30 CEST | Al-Ahli · Mahrez 4' · Galeno 6' · Firmino 30' | 3:0(3:0)Raport | Buriram United FC | King Abdullah Sports City, Dżudda Widzów: 43 027 Sędzia: Ahmed Al-Kaf |
|                             |                                               |                |                   |                                                                       |

| 26 kwietnia 2025 21:30 CEST | Yokohama F. Marinos · Watanabe 53' | 1:4(0:3)Raport | Al-Nassr · 28', 49' Durán · 31' Mané · 38' Ronaldo | Prince Abdullah Al-Faisal Sports City, Dżudda Widzów: 12 003 Sędzia: Adel Al Naqbi |
|                             |                                    |                |                                                    |                                                                                    |

| 27 kwietnia 2025 18:30 CEST | Kawasaki Frontale · Erison 4' · Marcinho 21' · Wakizaka 98' | 3:2 dogr.(2:1, 2:2, 3:2)Raport | Al-Sadd SC · 9' Otávio · 71' Claudinho | Prince Abdullah Al-Faisal Sports City, Dżudda Widzów: 2 873 Sędzia: Ma Ning |
|                             |                                                             |                                |                                        |                                                                             |

### Półfinały
Mecze zostały rozegrane 29 i 30 kwietnia 2025 roku w Dżuddzie w Arabii Saudyjskiej.
| Drużyna 1 | Wynik | Drużyna 2         |
| --------- | ----- | ----------------- |
| Al-Hilal  | 1:3   | Al-Ahli           |
| Al-Nassr  | 2:3   | Kawasaki Frontale |

| 29 kwietnia 2025 18:30 CEST | Al-Hilal · Al-Dawsari 42' | 1:3(1:2)Raport | Al-Ahli · 9' Firmino · 27' Toney · 90+7' Al-Buraikan | King Abdullah Sports City, Dżudda Widzów: 50 613 Sędzia: Adham Makhadmeh |
|                             |                           |                |                                                      |                                                                          |

| 30 kwietnia 2025 18:30 CEST | Al-Nassr · Mané 28' · Yahya 87' | 2:3(1:2)Raport | Kawasaki Frontale · 10' Itō · 41' Ozeki · 76' Ienaga | King Abdullah Sports City, Dżudda Widzów: 28 810 Sędzia: Alireza Faghani |
|                             |                                 |                |                                                      |                                                                          |

### Finał
Finał został rozegrany 3 maja 2025 roku na stadionie King Abdullah Sports City w Dżuddzie w Arabii Saudyjskiej.
| 3 maja 2025 18:30 CEST | Al-Ahli · Galeno 35' · Kessié 42' | 2:0(2:0)Raport | Kawasaki Frontale | King Abdullah Sports City, Dżudda Widzów: 58 281 Sędzia: Abdulrahman Al-Jassim |
|                        |                                   |                |                   |                                                                                |

| Al-Ahli | Kawasaki Frontale |

|                  | 16 | Édouard Mendy        | 90+1' |       |
|                  | 3  | Roger Ibañez         |       |       |
|                  | 27 | Ali Majrashi         |       |       |
|                  | 28 | Merih Demiral        | 44'   |       |
|                  | 77 | Ezǵan Alioski        |       |       |
|                  | 30 | Ziyad Al-Johani      | 85'   | 85'   |
|                  | 79 | Franck Kessié        |       |       |
|                  | 7  | Riyad Mahrez         |       | 90+5' |
|                  | 10 | Roberto Firmino      |       | 74'   |
|                  | 13 | Galeno               |       | 74'   |
|                  | 99 | Ivan Toney           |       |       |
| Zmiany:          |    |                      |       |       |
|                  | 1  | Abdulrahman Al-Sanbi |       |       |
|                  | 62 | Abdullah Abdo        |       |       |
|                  | 5  | Mohammed Sulaiman    |       |       |
|                  | 8  | Sumayhan Al-Nabit    |       |       |
|                  | 9  | Firas Al-Buraikan    |       | 74'   |
|                  | 11 | Alexsander           |       | 85'   |
|                  | 14 | Eid Al-Muwallad      |       |       |
|                  | 19 | Fahad Al-Rashidi     |       | 90+5' |
|                  | 24 | Gabri Veiga          |       | 74'   |
|                  | 31 | Saad Balobaid        |       |       |
|                  | 9  | Matteo Dams          |       |       |
|                  | 46 | Rayan Hamed          |       |       |
| Trener:          |    |                      |       |       |
| Matthias Jaissle |    |                      |       |       |

|                   | 98 | Louis Yamaguchi      |  |     |
|                   | 2  | Kōta Takai           |  |     |
|                   | 5  | Asahi Sasaki         |  |     |
|                   | 13 | Sota Miura           |  | 42' |
|                   | 35 | Yūichi Maruyama      |  |     |
|                   | 19 | So Kawahara          |  | 84' |
|                   | 23 | Marcinho             |  |     |
|                   | 41 | Akihiro Ienaga       |  | 65' |
|                   | 77 | Yuki Yamamoto        |  | 65' |
|                   | 9  | Erison               |  | 46' |
|                   | 14 | Yasuto Wakizaka      |  |     |
| Zmiany:           |    |                      |  |     |
|                   | 1  | Jung Sung-ryong      |  |     |
|                   | 8  | Kento Tachibanada    |  |     |
|                   | 15 | Shuto Tanabe         |  |     |
|                   | 16 | Yuto Ozeki           |  | 65' |
|                   | 20 | Shin Yamada          |  | 46' |
|                   | 21 | Shunsuke Andō        |  |     |
|                   | 26 | Hinata Yamauchi      |  | 84' |
|                   | 30 | Yūsuke Segawa        |  |     |
|                   | 31 | Sai van Wermeskerken |  | 42' |
|                   | 32 | Soma Kanda           |  |     |
|                   | 37 | Tatsuya Itō          |  | 65' |
|                   | 44 | César Haydar         |  |     |
| Trener:           |    |                      |  |     |
| Shigetoshi Hasebe |    |                      |  |     |

| Sędziowie asystenci: Taleb Al-Marri Ramzan Al-Naemi Sędzia techniczny: Ahmad Alali Sędziowie VAR: Khamis Al-Marri Fu Ming |